# Gabriel Raimundo
Gabriel Raimundo (Tortosendo, Covilhã, abril de 1945 — Charneca de Caparica, Almada, 29 de fevereiro de 2016) foi um jornalista e escritor português.

## Biografia
Esteve exilado em França, regressando a Portugal após a Revolução dos Cravos. Integrou a redação de O Diário e trabalhou em vários países africanos. Estreou-se como escritor com o livro de contos Na Estranja, publicado em 1980. É autor de vários romances, livros de crónicas e livros infantojuvenis.

## Obras
- Na Estranja (1980)
- Construtores de Pontes, Usinas e Maisons: crónicas da emigração (1981)